# Malatya
Malatya är en stad i sydöstra Turkiet som är huvudstad i Malatyaprovinsen. Staden är även känd under namnet Melitene, vilket den hette under romartiden. Befolkningen uppgick till 485 484 invånare i slutet av 2022. Staden ligger vid ändan av Taurusbergen. I staden spelar idag fotbollslaget Malatyaspor. [källa behövs]

## Kända personer från Malatya
- Turgut Özal
- Hrant Dink